# Новий Кривин
Но́вий Криви́н, Моща́нівка — село в Україні, у Нетішинській міській громаді Шепетівського району Хмельницької області. Населення становить 13 осіб.

## Географія
Село розташоване на заході Славутського району, на відстані 4 км від автошляху Н25 та 19 км від районного центру м.Славута.
Відстань до залізничної станції Кривин становить 3 км, до міста Нетішин 8 км.
Сусідні населені пункти:

## Історія
У 1906 році колонія Мощанівка Сіянецької волості Острозького повіту Волинської губернії. Відстань від повітового міста 12 верст, від волості 10. Дворів 28, мешканців 167.

## Населення
Згідно з переписом УРСР 1989 року чисельність наявного населення села становила 33 особи, з яких 10 чоловіків та 23 жінки.
За переписом населення України 2001 року в селі мешкало 13 осіб. 100 % населення вказало своєю рідною мовою українську мову.

## Символіка
Затверджена 17 грудня 2015 року рішенням IV сесії сільської ради VII скликання. Символіка означає розташування села на карті, вулицю серед поля.

### Герб
На зеленому полі золота мурована балка. Щит вписаний у декоративний картуш і увінчаний золотою сільською короною. Унизу картуша напис «НОВИЙ КРИВИН».

### Прапор
Квадратне полотнище розділене на три рівновеликі горизонтальні смуги — зелену, жовту муровану і зелену.

## Галерея

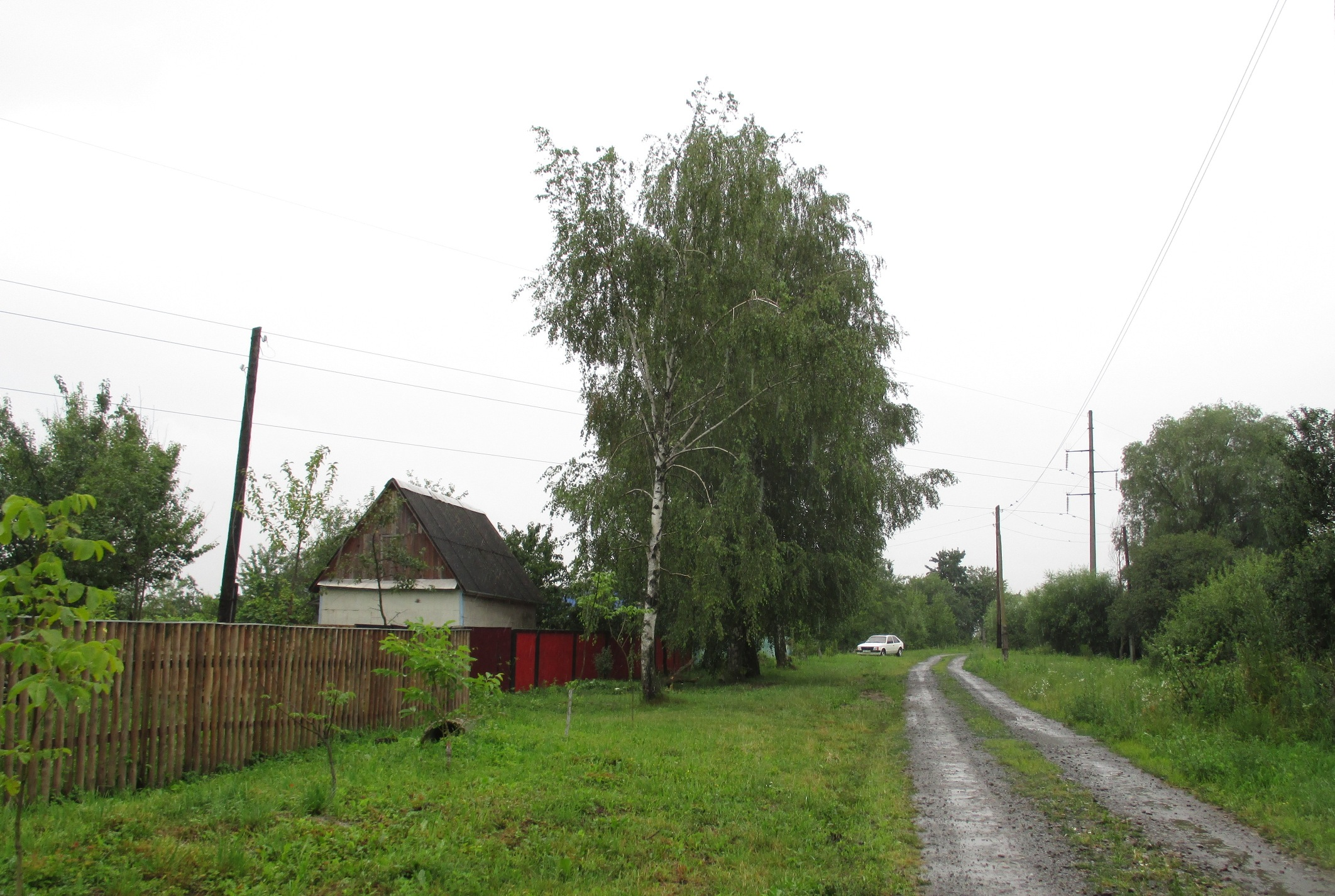
Сільська вулиця
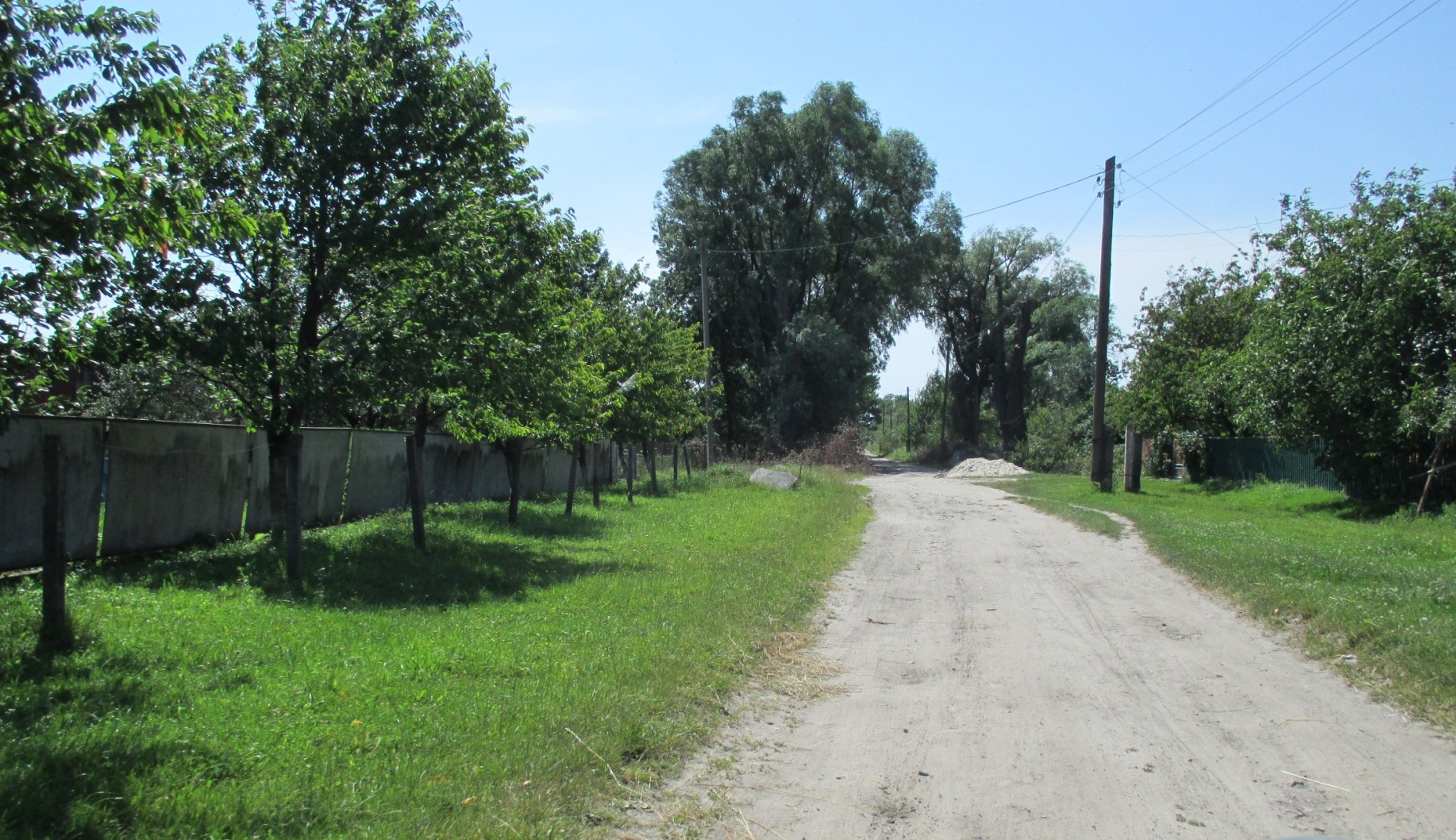
Село влітку
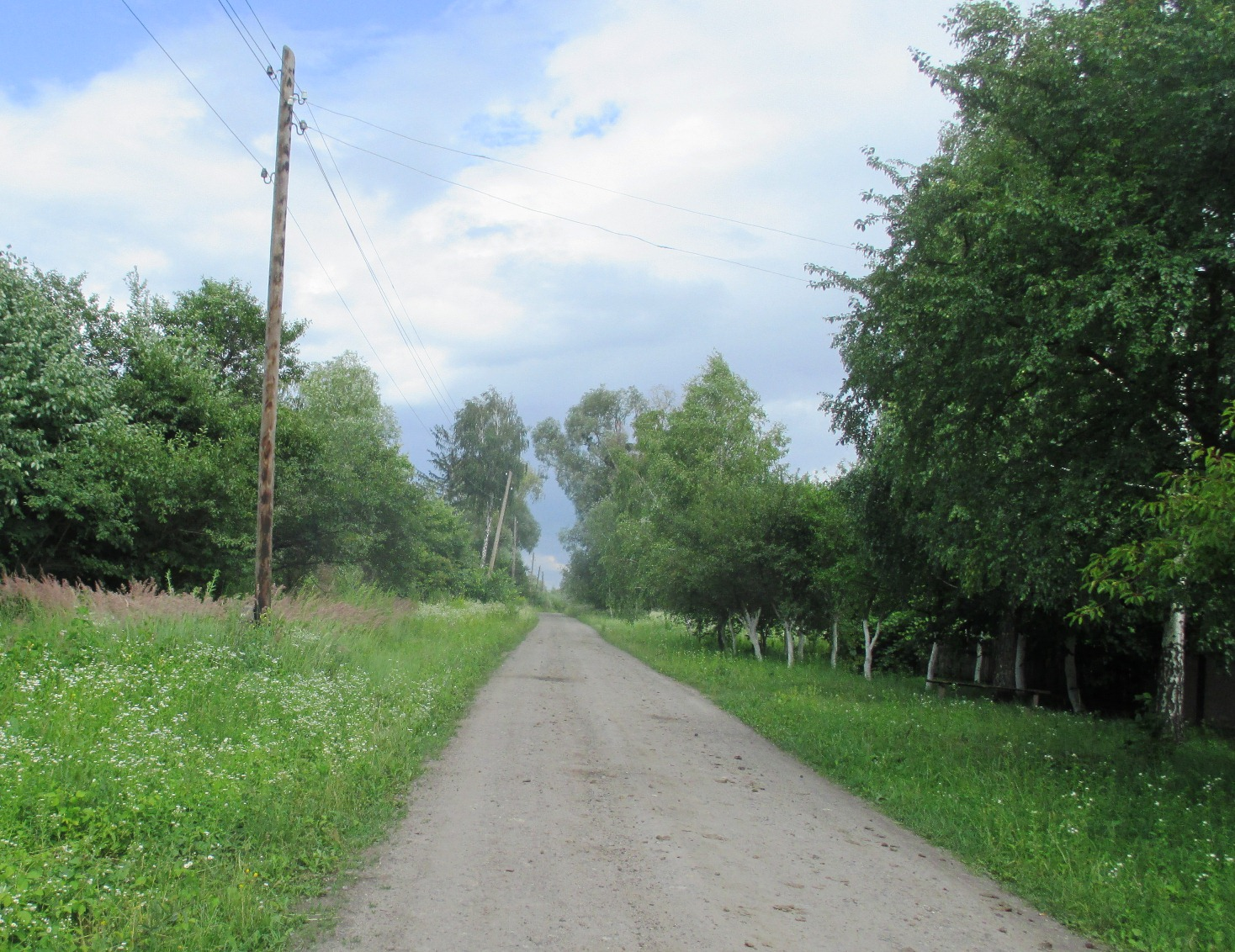
Центральна вулиця
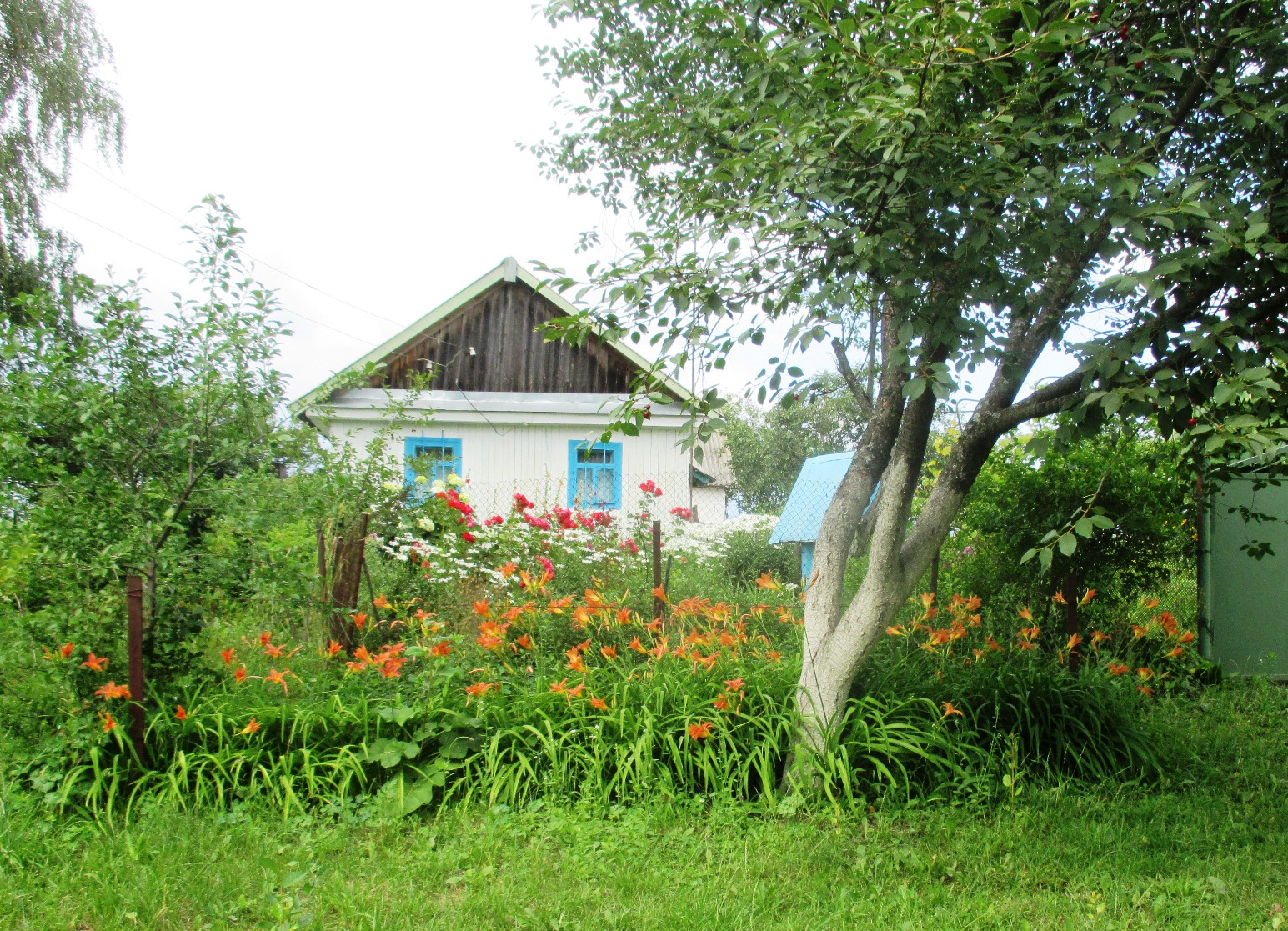
Сільський будинок
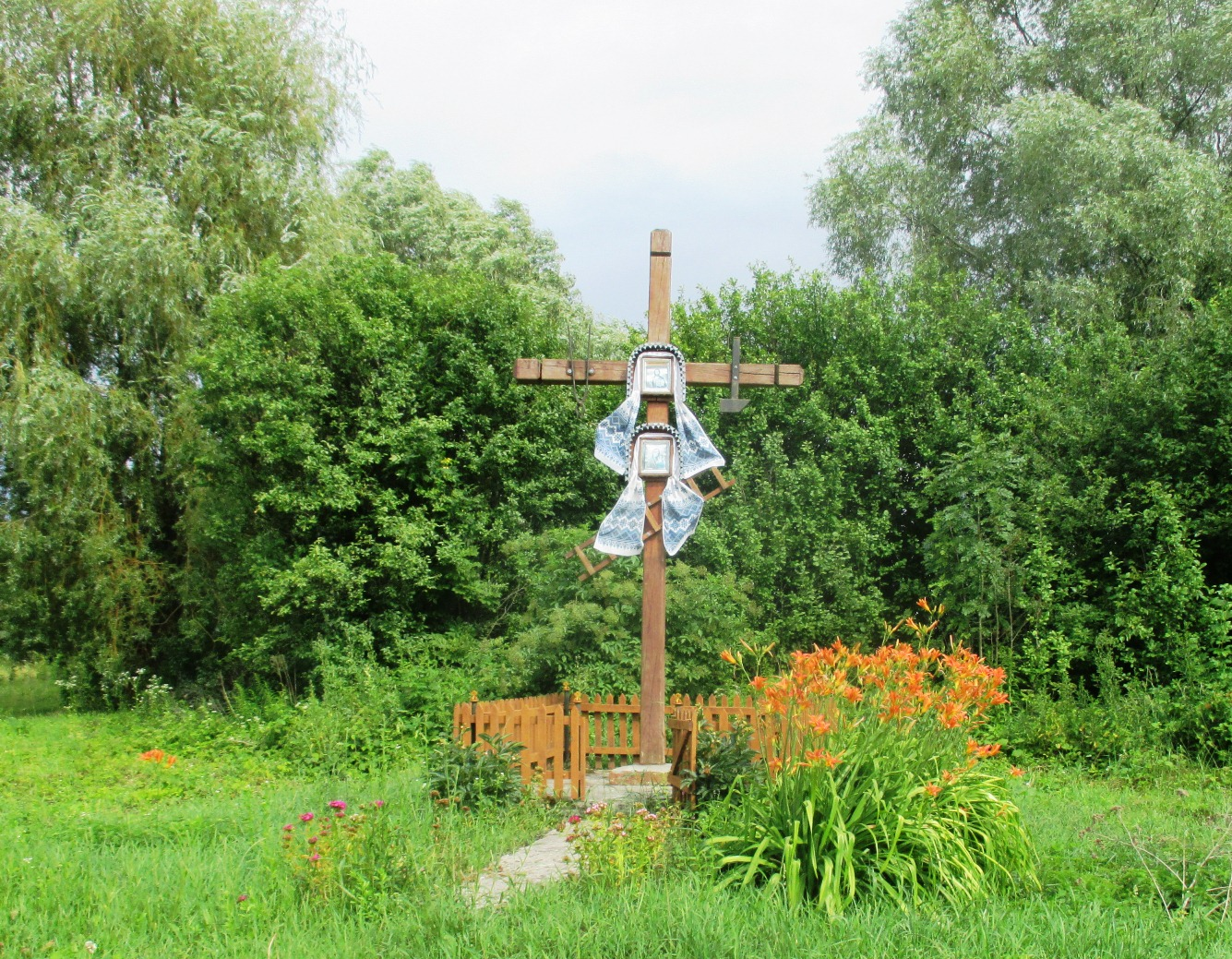
Хрест на роздоріжжі виїзд із села
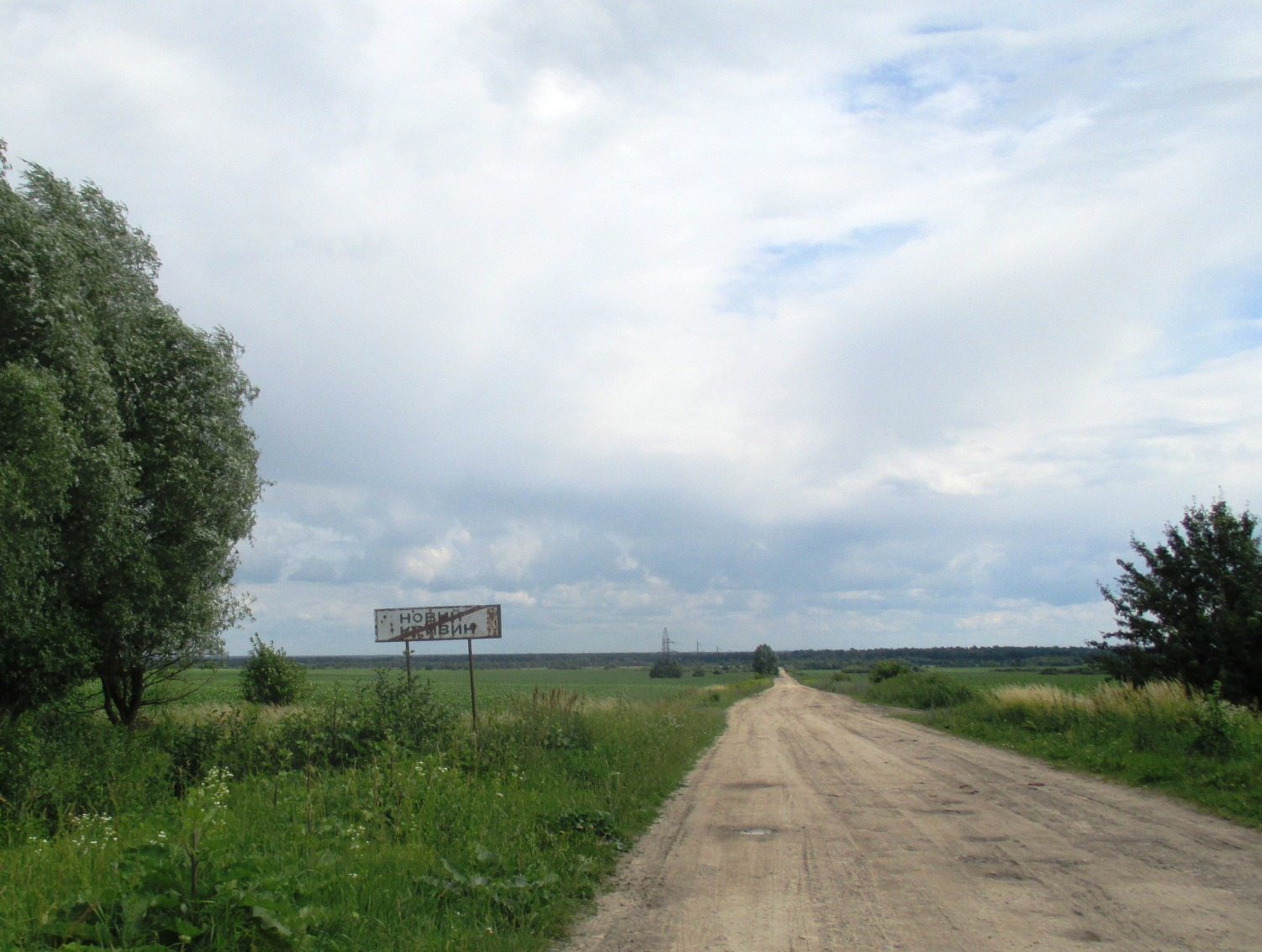
Дорога до села зі сторони с. Старий Кривин